# Adil Galiachmietow
Adil Kazbiekowicz Galiachmietow (ros. Адиль Казбекович Галиахметов; ur. 16 listopada 1998 w Uralsku) – kazachski łyżwiarz szybki specjalizujący się w short tracku, olimpijczyk z Pekinu 2022.

## Wyniki

### Igrzyska olimpijskie
| Rok  | Gospodarz | 500 m | 1000 m | 1500 m | sztafeta mieszana |
| ---- | --------- | ----- | ------ | ------ | ----------------- |
| 2022 | Pekin     | 19    | 22     | 8      | 5                 |

### Mistrzostwa świata
| Rok  | Gospodarz | 500 m | 1000 m | 1500 m | wielobój | sztafeta mężczyzn |
| ---- | --------- | ----- | ------ | ------ | -------- | ----------------- |
| 2019 | Sofia     | 23    | 36     | 30     | 29       | —                 |
| 2021 | Dordrecht | 20    | 12     | 9      | 15       | 6                 |

### Mistrzostwa świata juniorów
| Rok  | Gospodarz           | wielobój | sztafeta |
| ---- | ------------------- | -------- | -------- |
| 2017 | Innsbruck           | 50       | —        |
| 2018 | Tomaszów Mazowiecki | 15       | 10       |